# Лукьяненко, Павел Пантелеймонович
Па́вел Пантелеймо́нович Лукья́ненко (1901—1973) — советский селекционер, растениевод. Дважды Герой Социалистического Труда.

## Биография
Родился 27 мая (9 июня) 1901 года в станице Ивановской (ныне Красноармейский район Краснодарского края).
В 1926 году окончил Кубанский сельскохозяйственный институт.
В 1926 году работал в опорном пункте в Ессентуках, техник.
В 1927—1928 годах — станица Кореновская, опытное поле, заведующий.
В 1928—1929 годах — станица Крымская, Кубано-Черноморский НИИ.
В 1930—1956 годах — Краснодарская селекционная станция, старший научный сотрудник. С 1941 года — заместитель директора по научной части.
В 1956—1973 годах — Краснодарский НИИ сельского хозяйства, старший научный сотрудник, заведующий отделом селекции колосовых и зернобобовых культур.
В 1964 году — вице-президент ВАСХНИЛ по зоне Северного Кавказа и ЦЧО.
П. П. Лукьяненко в своей работе использовал те же принципы и методы селекции, которые с успехом применяли ведущие генетики и растениеводы всего мира, включая Н. И. Вавилова, Назарено Стрампелли или Н. Борлоуга.
Значительная часть материала, применявшегося Лукьяненко для скрещиваний, была получена из коллекций ВИРа, собранных Вавиловым и его коллегами. Утверждения, что Лукьяненко был учеником Т. Д. Лысенко и высоко чтил его до конца своих дней, базируются на словах И. А. Бенедиктова — министра сельскохозяйственного ведомства в сталинские годы .
Был подписантом письма Л. И. Брежневу с просьбой защитить Т. Лысенко от нападок (письмо 24-х), фамилия П. П. Лукьяненко стояла первой.
Похоронен на Славянском кладбище.

## Селекционная работа
Использовал метод внутривидовой гибридизации отдалённых форм озимой пшеницы и последующий отбор, ускоренные схемы селекции в теплицах и камерах. Создавал низкорослые сорта озимой пшеницы.
В Госсортоиспытание были переданы 46 сортов пшеницы, выведенных Лукьяненко. 25 из них были районированы. Одним из уникальных сортов является «Безостая 1». Лидер Зелёной революции Норман Борлоуг называл сорт Безостая-1 лучшим сортом пшеницы, выведенным до сих пор. Посевы
Безостой-1 занимали большие площади: в конце 1960-х годов по крайней мере 13 млн га в СССР, Восточной Европе, Иране, Турции, а также в других засушливых регионах. К 1972 году Безостая-1 занимала 18 млн га.

## Звания
- академик ВАСХНИЛ (1948)
- академик АН СССР (1964),
- Член Европейской ассоциации селекционеров (1965);
- Почётный член Венгерской АН (1965);
- Почётный гражданин города Добрич[8] (1966);
- Иностранный член Академии сельскохозяйственных наук НРБ (1967);
- Иностранный член Королевской академии сельского хозяйства и лесоводства Швеции (1968);
- Почётный доктор Академии сельскохозяйственных наук ГДР (1971).

## Награды и премии
- заслуженный деятель науки РСФСР (1966)
- Сталинская премия второй степени (1946) — за разработку новых методов селекции с/х культур и за выведение новых высокоурожайных сортов озимой пшеницы «Первенец», «Краснодарка», «Новоукраинка 83»
- Ленинская премия (1959) — за разработку методов селекции, создание и широкое внедрение в колхозно-совхозное производство зимостойких и урожайных сортов озимой пшеницы, обладающих высокими мукомольными и хлебопекарными качествами
- Государственная премия СССР (1979 — посмертно) — за выведение новых сортов озимой пшеницы интенсивного типа, получивших широкое распространение
- дважды Герой Социалистического Труда (1957, 1971)
- три ордена Ленина (1957, 1966, 1971)
- три ордена Трудового Красного Знамени (1950, 1956, 1961)
- медали
- Золотая медаль имени И. В. Мичурина
- три Большие золотые медали ВСХВ и ВДНХ
- орден Труда (ЧССР, 1968)
- орден «Георгий Димитров» (НРБ, 1966)
- орден Югославского Знамени с Золотой Звездой (1967)
- орден «За научные заслуги» I степени (Румыния, 1970)
- Кавалерский крест ордена «Возрождения Польши» (1972)

## Политическая деятельность
- Член КПСС с 1964 года
- делегат XXIII—XXIV съездов КПСС.
- депутат ВC СССР 6—8 созывов (с 1962 года).

## Сочинения
Опубликовано около 200 научных работ, включая 8 книг и брошюр, в том числе зарубежные публикации.
- Основные итоги работ по селекции озимой пшеницы и ячменя (1920—1931). — Краснодар, 1932. — 31 с.
- О степени угнетения гибридов озимой пшеницы бурой ржавчиной в 1932 г. в связи с результатами селекции на иммунитет. — Ростов н/Д: Азово-Чёрном. краев. кн. изд-во, 1934. — 47 с.
- Ржавчиноустойчивые сорта озимой пшеницы. — Ростов н/Д: Азово-Чёрном. краев. кн. изд-во, 1937. — 42 с.
- Возделывание озимой пшеницы на Кубани. — Краснодар: Кн. изд-во, 1957. — 190 с.
- Успехи советской селекции: Сб. ст. / Соавт.: В. С. Пустовойт, А. Л. Мазлумов. — М.: Знание, 1967. — 48 с.
- Избранные труды. — М.: Агропромиздат, 1990. — 428 с.

## Увековечение памяти
- Именем академика Лукьяненко П. П. названа улица в Краснодаре[9].
- Краснодарский НИИ сельского хозяйства им. П. П. Лукьяненко
- Памятник на ул. Красных партизан в Краснодаре возле краевой клинической больницы № 2.
- Памятник-бюст академика П. П. Лукьяненко установлен рядом со зданием КНИИСХ в 1974. Скульптор В. А. Жданов, архитектор Е. Г. Лашук.
- Памятник-бюст на территории Кубанского государственного аграрного университета.

- Памятник на месте смерти П. П. Лукьяненко
- Памятник-бюст академика П. П. Лукьяненко в КНИИСХ
- Памятник-бюст П. П. Лукьяненко на аллее Славы КубГАУ